# Square Racan
Pour les articles homonymes, voir Racan.
Le square Racan est une voie du 16e arrondissement de Paris, en France.

## Situation et accès
Le square Racan est une voie située dans le 16e arrondissement de Paris. Il débute au 126, boulevard Suchet et se termine au 33, avenue du Maréchal-Lyautey.

## Origine du nom
Il porte le nom du poète français Honorat de Bueil de Racan (1589-1670).

## Historique
Ce square est ouvert et prend sa dénomination actuelle en 1932 sur l'emplacement du bastion no 62 de l'enceinte de Thiers.

## Bâtiments remarquables et lieux de mémoire
- Bois de Boulogne